# رشيد العزاوي
رشيد عداي كرو حمزة العزاوي نائب برلماني عراقي، والأمين العام للحزب الإسلامي العراقي منذ شهر تشرين الأول سنة 2019. وهو عضو لجنة التعديلات الدستورية في دورة مجلس النواب سنة 2018. وكان عضو لجنة المساءلة والعدالة سنة 2010. وكان من جماعة الإخوان المسلمين. ذكرت وكالة شقق يوم 3 كانون الثاني سنة 2023 أنه  عُين مستشاراً لرئيس الوزراء محمد شياع السوداني لشؤون العلاقات الخارجية العربية.

## حياته
ذكر محللون لجريدة العرب الأسبوعية يوم 7 كانون الأول سنة 2020 أن رشيد العزاوي قضى نصف حياته في إيران، وقال رائد العزاوي أستاذ العلوم السياسية يوم 25 تشرين الأول سنة 2020 إن رشيداً «كان يعيش في إيران لسنوات طويلة». وذكر موقع كتابات في يوم 21 نيسان سنة 2015 أن زوجة رشيد إيرانية وكان في إيران قبل الاحتلال الأمريكي للعراق.